# Енколпион
Енколпион или Енколпије (старогрч. εγ-κολπιο(ς), у недрима, на прсима – напрсник, напрсник) је мали реликвијар правоугаоног, округлог или крстастог облика са ликом Исуса Христа или светитеља. Унутар енколпиона стављале су се честице освећене просфоре или делови моштију светитеља да би човека заштитиле од разних недаћа, нарочито током дугих путовања или похода. Врста енколпиона је панагир, панагија.
Носи се на гајтану или ланцу. Користи се као награда за награђивање епископа при хиротонији (посвећењу у чин). У иконопису, енколпион је приказан на светим епископима – светитељима.

## Име
Реч је из старогрчког порекла и састоји се од префикса старогрчког εγ (εν) — „на, из, у“ и корен старогрчког κολπος — „недра, груди“; буквално „прсник, напрсник“. Реч блиска по значењу „енколпиону” је „реликвијарни крст” – крст у који се налазе мошти светитеља. Разлика је у томе што крст реликвијар може бити не само напрсни, већ и олтарски крст. У првом случају може се назвати енколпион, а у другом случају олтарски крст-реликвијар више није енколпион.
Симеон Солунски тумачи значење „енколпиона” на следећи начин: „крст или енколпион који виси на грудима епископа означава печат и исповедање вере, а то што виси на прсима означава исповедање од целог срца”.

## Прича
Обичај ношења посуда са реликвијама око врата потиче од античких була, које су служиле као талисман. Хришћанска црква је настојала да овај пагански обичај замени поштовањем хришћанских светаца у сличном облику. За разлику од була, које су у Старом Риму до шеснаесте године носили само дечаци, хришћанске енколпије су носили сви. Енколпион, који је сада изгубљен, откривен је у гробу царице Марије, жене цара Хонорија (395-423) папа Гргура Великог (590-604) послао је енколпион као поклон краљици Лангобарда, Теоделинди.
Неки теолози и свештеници су се противили овој пракси, сматрајући је „паганском“ или „фарисејском“. У западној Европи у средњем веку, обожавање моштију се често претварало у банално сујеверје, мошти светаца су се носиле „за срећу“ или као заштиту од злог ока, без много размишљања о духовној компоненти.
Научник-игуман Алкуин (око 735-804) писао је са неодобравањем о раширеној пракси ношења торби у којима су око врата били фрагменти моштију светаца. Енколпион је тзв Талисман Карла Великог је драгоцени медаљон који је првобитно садржао косу Девице Марије (касније замењен делом крста на коме је Исус разапет). Иако је мало вероватно да талисман има везе са Карлом Великим, направљен је најкасније у 12. веку.

## Претеча напрсног крста
Енколпиони су првобитно имали облик четворостране кутије, празне унутра; На спољној страни њих налазила се слика монограма имена Исуса Христа, а касније - крст разних облика. У овој кутији су се налазиле честице моштију, а током ере прогона и спискови светих хришћанских књига. Две копије енколпија, за које археолози верују да потичу најкасније из 4. века, пронађене су 1571. током ископавања једне од ватиканских гробница.
О постојању енколпије у 4. веку сведочи свети Јован Златоусти у својој речи „Против Јевреја и незнабожаца да је Исус Христос Истинити Бог”: „Зашто сви људи хрле баш на ово дрво на коме је било раширено и приковано свето тело Исусово? Зашто многи, и мушкарци и жене, примају комадић овог дрвета и, обливши га златом, окаче га око врата као украс, а некада је то био знак осуде и казне? Јер Онај који је све створио и све преображавао, избавивши васељену од зла и учинивши земљу небом, Он је и ово мрско и најсрамније оруђе свих смрти узвисио изнад небеса.”
Касније добијају облик крста, и даље задржавајући празнину у себи, за чување светих моштију. У овом облику постали су додатак епископском чину и носили су их епископи преко одеће. Најстарији пример таквог енколпија пронађен је 1862. године у рушевинама базилике Светог Лаврентија у Риму, коју је подигао Константин Велики, на прсима скелета човека сахрањеног у близини цркве – вероватно епископа. Енколпиони крстови су били и део царских свечаних одежди у Цариграду, а касније и у Русији, све до Петра Великог.
У Древној Русији су их понекад носили (испод одеће) једноставни монаси, па чак и побожни лаици, попут ходочасника. У црквено-археолошким збиркама, на пример у музеју Петроградске богословске академије, налазе се енколпије изузетне величине и дизајна.